# Šaské jezero
Šaské jezero (srbsky Шашко језеро [Šasko jezero]) je jezero na jihu Černé Hory v blízkosti černohorsko-albánské hranice. Má rozlohu 3,64 km² a maximální hloubku 7,8 m.

## Vodní režim
Voda z jezera odtéká přibližně 1 km dlouhým vodním kanálem do hraniční řeky Buny.